# Oportunidades de vida
Oportunidades de vida (Lebenschancen en  alemán) es una teoría de las ciencias sociales de las oportunidades de cada individuo que ha ayudado a mejorar su calidad de vida. El concepto fue introducido por el sociólogo alemán Max Weber en la década de 1920. Es un concepto probabilístico, que describe cuán probable es, dados ciertos factores, que la vida de un individuo resulte de cierta manera. Según esta teoría, las oportunidades de vida están positivamente  correlacionadas con el estatus socioeconómico de uno.
Las oportunidades en este sentido se refieren a la medida en que uno tiene acceso a los recursos, tanto tangibles como alimentos, ropa y refugio, como intangibles como la educación y la salud. Las oportunidades de vida comprenden la capacidad del individuo para adquirir bienes, tener una carrera y obtener satisfacción interior; en otras palabras, la capacidad de satisfacer las propias necesidades.

## Teoría
Las oportunidades de vida weberianas pueden verse como una expansión de algunas de las ideas marxistas Karl Marx. Tanto Weber como Marx estuvieron de acuerdo en que los factores económicos eran importantes para determinar el futuro de uno, pero los conceptos de Weber sobre las oportunidades en la vida son más complejos; inspirado por, pero diferente de los puntos de vista de Marx sobre estratificación social y clase social. Donde para Marx el estatus de clase era el factor más importante, y correlacionaba las oportunidades de vida con la riqueza material, Weber introdujo factores adicionales como movilidad social e igualdad social. Otros factores incluyen aquellos relacionados con el estatus socioeconómico de uno, como género,  raza y etnia.
Si bien algunos de esos factores, como la edad,  raza o género, son aleatorios, Weber enfatizó el vínculo entre las oportunidades de vida y los elementos no aleatorios de la teoría de la estratificación de tres componentes: cómo clase social, estatus social y afiliación política afectan la vida de cada individuo. En otras palabras, los individuos de ciertos  grupos tienen en común un componente causal específico de sus oportunidades de vida: se encuentran en una situación similar, lo que tiende a implicar un resultado similar en sus acciones. Weber destaca la importancia de los factores económicos: cómo el  poder de los que tienen propiedad, en comparación con los que no tienen propiedad, da a los primeros grandes ventajas sobre los segundos.
Weber también señaló que las oportunidades de vida son, en cierta medida,  subjetivo: la evaluación de las oportunidades de vida de uno afectará las acciones de uno; por lo tanto, si uno cree que es o puede convertirse en un miembro respetado y valorado de la sociedad, es más probable que ese resultado y los resultados positivos asociados se conviertan en una realidad para esa persona que para uno sin esta convicción.  Las personas sin tal creencia, especialmente aquellas que conscientemente abrazan o inconscientemente han interiorizado una creencia en contrario, son vulnerables a la indefensión aprendida y sus efectos a largo plazo.
En términos de agencia y estructura, las oportunidades de vida representan la estructura, los factores sobre los que uno no tiene control; mientras que la conducta de vida de uno - valores y creencias, actitud ante la toma de riesgos, habilidades sociales o, más en general, libre albedrío elecciones sobre el comportamiento de uno - representan los factores sobre los que uno tiene control. Según las teorías de Weber, junto con la conducta vital, las oportunidades de vida son responsables del estilo de vida.
En  ingeniería social, es posible que las oportunidades de vida tengan que sopesarse con otros objetivos, como eliminar pobreza, garantizar  libertad personal o garantizar la igualdad al nacer.

## Cualidades adscriptivas
El enfoque de oportunidades de vida sugiere que el estado no es completamente alcanzado, sino que, hasta cierto punto, adscrito. La idea de las oportunidades de vida es que el nivel socioeconómico y la ubicación social se correlacionan positivamente con las oportunidades y la calidad de las oportunidades que uno tiene. Presenta la probabilidad de que la vida de una persona siga un camino particular, generalmente similar al de sus padres. En general, en las sociedades que enfatizan la adscripción, las oportunidades son relativamente bajas y el estatus (en el sentido de prestigio en la comunidad) a menudo se hereda.
Esto significa que, efectivamente, a las personas se les da su estatus como resultado del grupo en el que nacieron, en lugar de ganárselo enteramente por mérito.  Cualidades adscriptivas como  raza / etnia, género y  clase de origen pueden afectar las oportunidades de vida de uno. En todas las sociedades, los padres transmiten las ventajas y desventajas que tengan a sus hijos.
La clase de origen de una persona determina el vecindario en el que vive, lo que a su vez afectará logro educativo, las personas con las que socializan y, en última instancia, su identificación de clase. Un factor muy importante que afecta las oportunidades de vida es la vivienda y las desigualdades generales en el mercado inmobiliario. Una vivienda más pobre afectará la salud, las instalaciones disponibles, la probabilidad de ser víctima de un delito y muchos otros aspectos de la vida. Las instalaciones de ocio suelen estar ubicadas en áreas de clase media o cerca de lugares de trabajo no manuales. La membresía de un gimnasio es costosa y rara vez hay subsidios disponibles para el personal de grado inferior. Por lo tanto, en general, las clases media y alta tienen muchas más oportunidades de vida disponibles que los grupos menos favorecidos.
Si nace en una familia rica, una persona tendrá acceso a recursos mucho más deseables que pueden ayudarla a mejorar aún más sus oportunidades de vida en un grado mucho mayor que alguien que nace en una familia pobre de clase trabajadora. Uno de estos recursos incluye los vínculos sociales de una familia y la capacidad de una persona con padres bien conectados de beneficiarse enormemente en el proceso de obtención de estatus. Logro de estatus se refiere a cómo cada individuo ingresa a una ocupación. Esto abarca cómo se combinan los factores atribuidos y logrados, porque cada individuo ingresa a una ocupación en función de la forma en que el estado de sus padres produce ventajas y desventajas, sus propios esfuerzos y habilidades, y cierto grado de suerte.
Una dimensión adicional es el efecto de dinámica familiar sobre las oportunidades de vida, como la presencia de padres biológicos, la calidad de las relaciones familiares y la configuración de hermanos. Por ejemplo, se ha demostrado que los hijos de padres divorciados exhiben menores niveles de bienestar psicológico, más problemas en su propia relación, un mayor riesgo de experimentar el divorcio y también tienden a tener menos educación.

## Superar las malas oportunidades de la vida
Max Weber discutió los efectos de la estratificación social en las oportunidades de vida. Argumentó que las oportunidades de vida son oportunidades y posibilidades que conforman el estilo de vida de uno. Las posibilidades de vida se ven afectadas por una serie de factores. Algunos de los cuales incluyen: ingresos, clase social y prestigio ocupacional. Todos estos factores afectan la disponibilidad de recursos para un individuo. Por ejemplo, cuando uno tiene bajos ingresos, tiene pocas posibilidades de vida. Su educación puede no ser tan buena y es posible que no tengan un ingreso lo suficientemente alto como para alcanzar un nivel de educación avanzado. Según Wout Ultee, la educación es un aspecto importante para superar las oportunidades de la vida.  Sin una educación, es más difícil obtener un trabajo que proporcione un ingreso sustancial para mantener a una familia de cuatro. “La educación superior es la forma de mantenerse a la vanguardia”. Cuanto mayor sea la educación, mayores ingresos y prestigio ocupacional tendrá uno, lo que se traduce en más recursos para un individuo y su familia.
La intervención temprana también es necesaria para mejorar las oportunidades de vida. Save the Children es un grupo no gubernamental que trabaja en el mejor interés de los niños. Promueven los derechos de los niños y ayudan a los niños en los países subdesarrollados que necesitan ayuda. El Reino Unido ha puesto en marcha un programa de intervención temprana que ayuda a mejorar las oportunidades de vida de un niño en una etapa temprana. Creen que "Ningún niño debería soportar la pobreza y las oportunidades de vida de ningún niño deberían ser determinadas por el accidente del nacimiento". Este programa se hizo para asegurar que  desigualdades en el aprendizaje de los niños se aborden antes de que surjan problemas y separarlos de sus compañeros. Para hacerlo, este programa les brinda a los padres de las clases bajas la experiencia que necesitan para ayudar de manera efectiva al aprendizaje de sus hijos en un ambiente hogareño para que estén bien preparados cuando ingresen a la escuela. Un ejemplo sería mejorar el nivel de lectura de los padres para que puedan enseñar a sus hijos a leer y escribir antes del jardín de infancia. Esto permite que los niños de clases bajas estén cerca del mismo nivel que los niños de clases superiores con padres con educación superior. La intervención temprana permitirá que los niños comiencen su educación con el pie derecho, con las habilidades que necesitarán para tener éxito y alcanzar un alto nivel de educación, mejorando así sus oportunidades de vida.

## Identificación de clases y efectos del estilo de vida
Weber señaló que las oportunidades de vida están determinadas parcialmente por factores subjetivos , como por la forma en que uno percibe sus oportunidades de vida. Cómo uno percibe sus oportunidades de vida está determinado en gran parte por lo que uno percibe que es su clase social ya que las oportunidades de vida y la clase social van de la mano y ambos se refuerzan entre sí. Según Weber, esto se debe a que las oportunidades de vida están determinadas en gran medida por factores económicos como la clase social. El fenómeno de cómo percibes las cosas que realmente afectan los tangibles resultados de las oportunidades de vida se explica por la teoría de Robert K. Merton de la "profecía autocumplida" que analiza en su libro Teoría social y estructura social. Básicamente, lo que significa es que las personas pueden decirse a sí mismas algo como: "Soy de clase baja, mi familia siempre ha sido de clase baja, no hay posibilidad de que alguna vez vaya a estar bien" y aunque esta afirmación tenía el potencial de terminó siendo cierto, se hizo realidad simplemente porque el individuo creyó que sería así y por su actitud y falta de autoestima, lo convirtió en su realidad.
Si te identificas como de clase social baja y crees que lo más probable es que nunca serás otra cosa, esto afectará tu conducta en la vida de muchas maneras. lo que a su vez afectará sus oportunidades de vida. Por un lado, la compañía que mantiene puede llevarlo a establecer contactos con personas que no lo ayudarán a salir de un entorno socioeconómico bajo. También puede afectar la conducta de su vida al hacerle pensar que no está lo suficientemente calificado para otra cosa que no sean trabajos de clase trabajadora. También puede afectar su conducta en la vida al hacerle pensar que seguir una educación superior no es para alguien de su posición social, lo que garantiza además que nunca supere el trabajo de la clase trabajadora. La relación entre la clase social, la conducta de la vida y las oportunidades de la vida es fuerte y a menudo decide cuál será el destino de una persona en la vida.

## Otras lecturas
- Diana Kendall, Sociology in Times:

The Essentials, Cengage Learning, 2009, ISBN 0-495-59862-3, Google Print, p.214
- John Hughes, Wes Sharrock, Peter J Martin, Understanding Classical Sociology: Marx, Weber, Durkheim, Sage Publications Inc, 2003, ISBN 0-7619-5467-8, Google Print, p.107
- William Cockerham (ed.), The Blackwell Companion To Medical Sociology, Blackwell Publishing, 2005 Google Print, p.12
- Life Chances and Social Mobility(broken link)
- Multiple Sources of Power – Class, Status, and Party
- WEBER AND CLASS (broken link)
- Social Stratification
- Is an unstratified society possible? (broken link)
- Max Weber, Economy and Society, University of California Press, 1978, ISBN 0-520-03500-3

- Datos: Q6545083